# Krewetka atlantycka

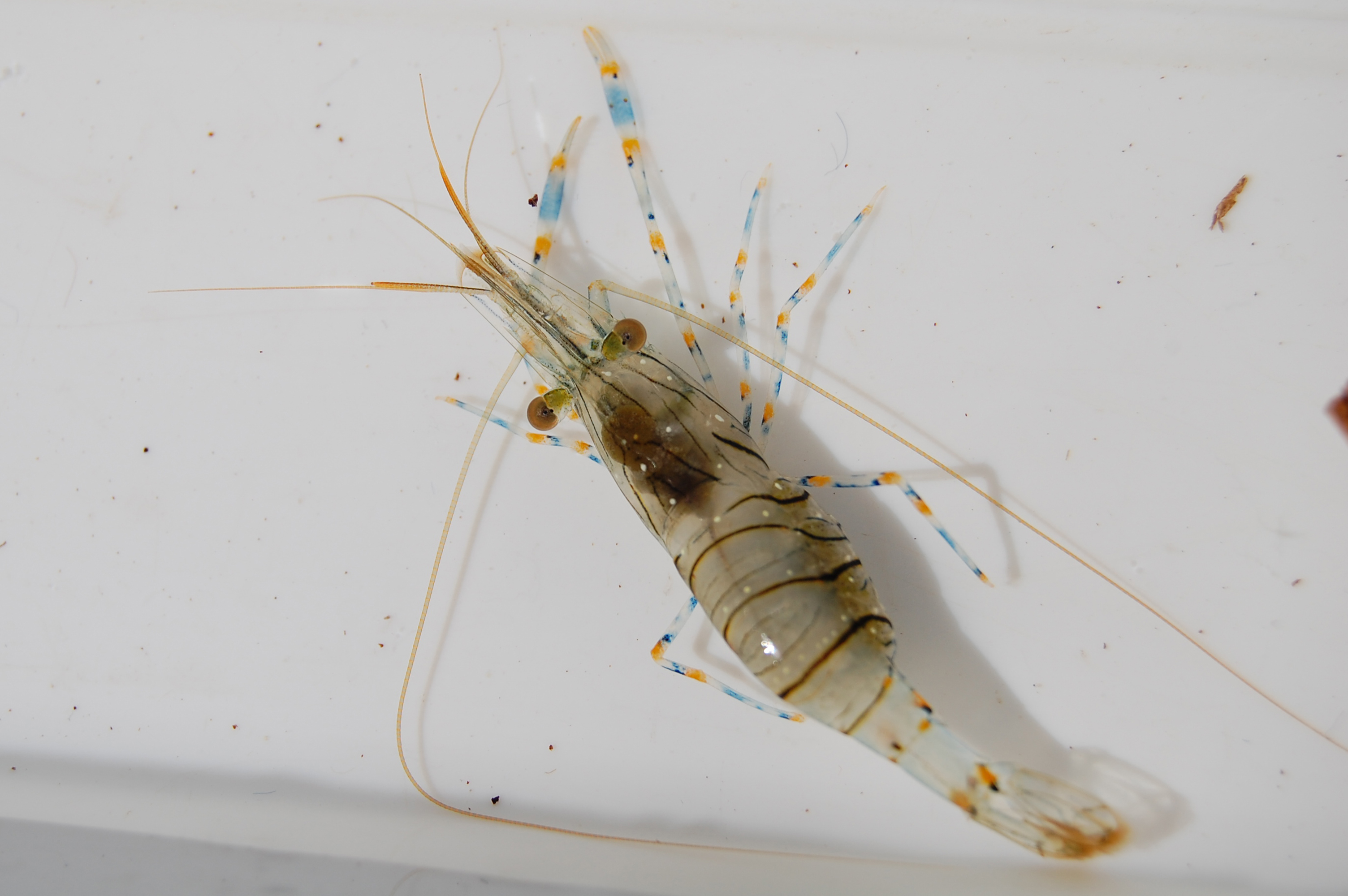
Krewetka atlantycka – widok od góry. Chorwacja

Krewetka atlantycka, krewetka elegancka (Palaemon elegans) – drugi co do wielkości (po krewetce bałtyckiej) gatunek krewetki, zamieszkujący Morze Bałtyckie.

## Budowa
Charakterystyczne, kontrastowe ubarwienie: ciało przezroczyste z ciemnobrązowożółtymi pasami, na kończynach żółte i niebieskie przepaski. Wyrostek czołowy prosty lub delikatnie zakrzywiony w górę, zaopatrzony po stronie grzbietowej w 7-9, a po spodniej – w przeważnie 3, czasem 2 lub 4 zęby. 3, a wyjątkowo 2 zęby górne umieszczone są za tylną krawędzią oczu. Z przodu karapaksu znajduje się kilka kolców. I para czułków rozgałęziona jest na 3 części, przy czym krótkie odgałęzienie zewnętrznego biczyka jest tej samej długości, co podstawa czułka. Jest ona prosta, a ok. 2/5 jej długości przypadają na odcinek zrośnięty z odgałęzieniem dłuższym. Głaszczek żuwaczkowy złożony z 2 członów. Krewetka atlantycka dorasta do 6,3 cm długości.

## Biologia i ekologia
Krewetka atlantycka jest zwierzęciem wszystkożernym, żywiącym się glonami, drobnymi skorupiakami i innymi niewielkimi zwierzętami z larwami ryb włącznie, oraz otwornicami. Same padają łupem wielu gatunków ryb, jak węgorz, okoń, babka bycza, płoć, szczupak, sandacz czy węgorzyca. Samice noszące jaja pod odwłokiem można spotkać od kwietnia do września, jednak krewetka ta może rozmnażać się 2 razy w ciągu sezonu. W rozwoju występuje larwa planktoniczna.
Krewetce atlantyckiej przypisuje się wypieranie rodzimej krewetki bałtyckiej. Nie jest to jednak pewne, choć faktem jest, że zastępuje ona ten gatunek na prawie wszystkich stanowiskach. Warto zwrócić uwagę, że na obszarach pierwotnego występowania krewetki atlantyckiej żyją obok niej równolegle populacje krewetki bałtyckiej.

## Występowanie i ekspansja
Krewetka atlantycka zamieszkuje płytkie, przybrzeżne morskie wody słone i słonawe do 1‰ włącznie, o różnym dnie, byle porośniętym roślinnością wodną. Pierwotny zasięg obejmował wschodnie wybrzeża Atlantyku wraz z morzami przybrzeżnymi (w Afryce po Przylądek Dobrej Nadziei i Europie do Norwegii włącznie), Morze Śródziemne i Czarne. Wiadomości o występowaniu tego gatunku w Bałtyku z okresu międzywojennego prawdopodobnie dotyczą w rzeczywistości krewetki bałtyckiej. W końcu XX wieku sporadycznie notowana u w zachodniej części tego morza, stopniowo zasiedla cały obszar Bałtyku wraz z przymorskimi zalewami (jest np. jedyną krewetką, żyjącą w Zalewie Wiślanym). Nie wiadomo, czy można ją traktować jako obcy gatunek inwazyjny, czy też raczej – z uwagi na bliskość pierwotnych stanowisk – mamy tu do czynienia z naturalnym rozszerzaniem zasięgu. Obecnie krewetka atlantycka dominuje wzdłuż całych polskich wybrzeży. W latach 50. XX wieku zawleczono ją również do jezior: Morza Kaspijskiego i Aralskiego.

## Znaczenie dla człowieka
Krewetka atlantycka może być używana jako przynęta wędkarska na ryby. Przy swojej atrakcyjności wizualnej nie jest zbyt trudna w hodowli akwaryjnej i może zyskać w Polsce pewne znaczenie jako morskie zwierzę akwariowe.